# 瓦尔库尔岛

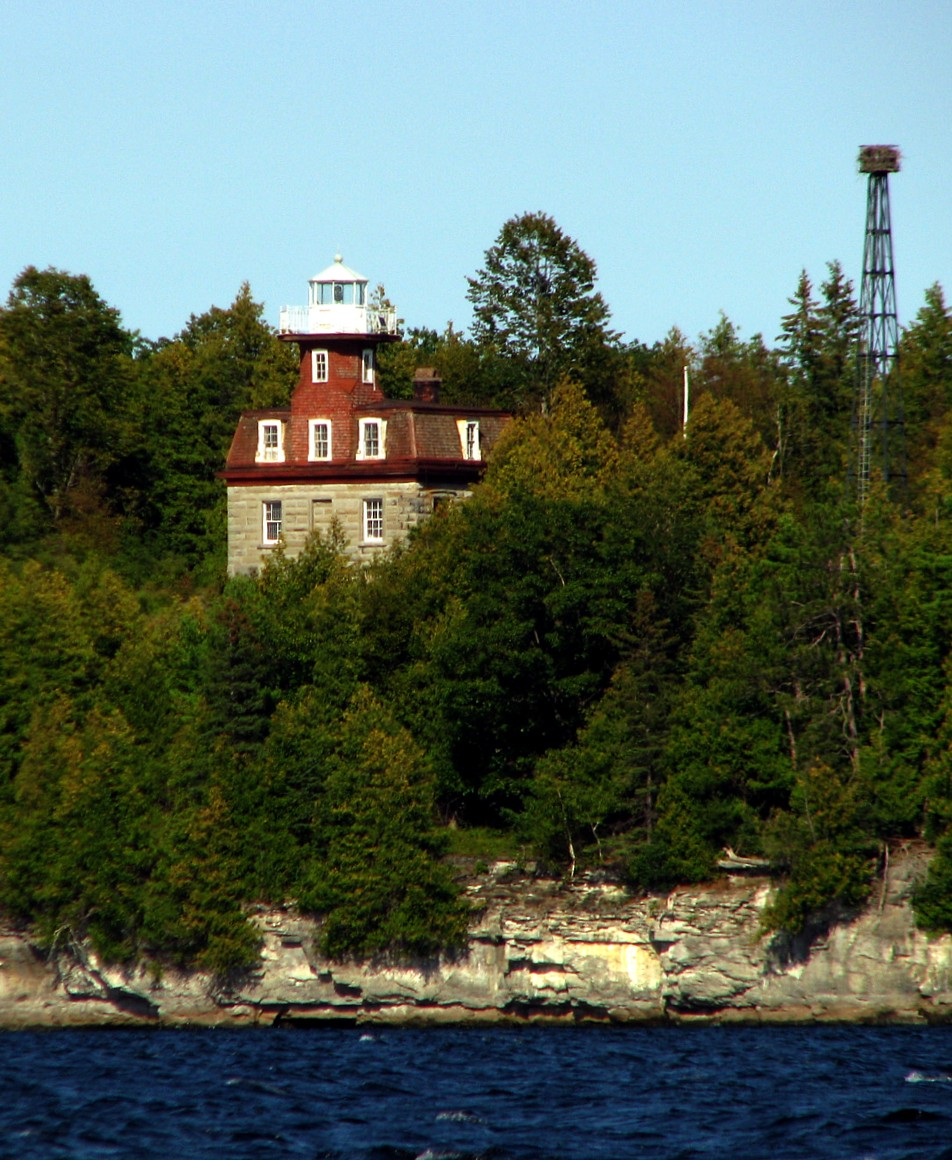
瓦庫爾島上的威嚇角燈塔（Bluff Point Light）

瓦尔库尔岛（Valcour Island）是位于美国纽约州克林顿县尚普兰湖中的一座岛屿。
瓦尔库尔岛长约3公里，宽约2公里，面积为895英亩，是尚普兰湖第四大岛。
1776年10月11日，美国海军在贝内迪克特·阿诺德的指挥下与英国海军在瓦尔库尔岛附近的峡湾展开战斗，史称瓦尔库尔岛战役。
瓦尔库尔岛如今是阿迪朗达克公园的一部分。